# Hydrolagus barbouri
Hydrolagus barbouri är en broskfiskart som först beskrevs av Samuel Garman 1908.  Hydrolagus barbouri ingår i släktet Hydrolagus och familjen havsmusfiskar. IUCN kategoriserar arten globalt som otillräckligt studerad. Inga underarter finns listade i Catalogue of Life.
Arten förekommer i havet kring Japan, Koreahalvön, östra Kina och östra Ryssland. Den vistas i områden som är 250 till 1000 meter djupa.
Huvud och bål är 8 till 48 cm låga och med alla fenor samt utskott är längden 18 till 86 cm. Antagligen sker fortplantningen under alla årstider. Honor lägger ägg.